# بيفرلي تومسون
بيفرلي تومسون هي صحفية كندية، ولدت في 15 أبريل 1966 في تورونتو في كندا.